# Nikol Bóková
Nikol Bóková (* 10. května 1991 Ostrava) je česká klavíristka, hudební skladatelka a vydavatelka.
Vystudovala klasickou klavírní interpretaci na Janáčkově konzervatoři v Ostravě a následně v roce 2018 hru na klavír na Hudební fakultě Janáčkovy akademie múzických umění v Brně (v roce 2015 titul BcA., v roce 2018 titul MgA.). Rok strávila na stáži na Akademii v Katovicích. Jako autorka se poprvé představila v roce 2019 debutovým albem Inner Place. V roce 2022 založila spolu s Janem Bókem Valou hudební vydavatelství Soleil et Pluie.

## Ocenění
- 2015 1. cena v Mezinárodní Novákově klavírní soutěži v Kamenici nad Lipou
- 2019 Anděl; nominace v kategorii Jazz s albem Inner place
- 2020 Česká jazzová sklizeň; cena za druhé nejlepší jazzové album roku za album Unravel
- 2021 OSA; cena za nejlepší jazzovou kompozici roku za skladbu Prometheus
- 2021 Central European Jazz Showcase; první cena za vystoupení Nikol Bóková Trio
- 2021 Česká jazzová sklizeň; cena za nejlepší jazzové album roku za album Prometheus
- 2021 Anděl; cena Anděl v kategorii Jazz za album Prometheus
- 2022 Jantar, cena za nejlepší album v kategorii populární hudba za album Elements
- 2022 Jantar, cena za nejlepší album v kategorii populární hudba za album Naked Pieces

## Alba
- 2019 Inner place
- 2020 Unravel
- 2021 Prometheus
- 2022 Elements
- 2022 Naked Pieces
- 2023 Expedition